# Emiliano Tarana
Emiliano Tarana, detto Emilio (Casalmaggiore, 3 gennaio 1979), è un dirigente sportivo, allenatore di calcio ed ex calciatore italiano, di ruolo centrocampista.

## Caratteristiche tecniche
Ala destra, dotato di buona velocità, poteva essere schierato come centrocampista esterno su entrambe le fasce.

## Carriera

### Club
Soprannominato Toro di Sabbioneta, cresce nel Parma con cui partecipa al Torneo di Viareggio 1999, e nel campionato 1999-2000 viene ceduto all'Arezzo di Serse Cosmi dove segna 4 reti in 32 incontri di Serie C1, raggiungendo i playoff. Nell'estate 2001 approda in Serie B alla Ternana, con cui disputa 7 partite prima di essere ceduto in Serie A al Perugia, dove ritrova Serse Cosmi.
Esordisce in Serie A il 21 gennaio 2001 nella partita Perugia-Juventus (0-1), e colleziona 3 presenze prima di far ritorno in Serie B con la maglia del Modena. Con i gialloblu è utilizzato come rincalzo, giocando 17 partite nel campionato di Serie B 2001-2002 concluso con la promozione in Serie A.
Nell'estate 2002 viene ceduto all'Ancona, dove gioca da titolare nel ruolo di ala destra alternandosi con Marco Schenardi e conquistando una nuova promozione nella massima serie. Viene acquistato dal Piacenza, appena retrocesso in Serie B: nella prima stagione colleziona 39 presenze e 4 reti, utilizzato come attaccante esterno nel 4-3-3 di Gigi Cagni, mentre nel campionato 2004-2005 gioca 15 partite prima di essere ceduto, nel mercato di gennaio, al Mantova, in Serie C1
Con i virgiliani conquista subito la promozione in Serie B vincendo i playoff, e nella stagione successiva la formazione lombarda raggiunge nuovamente gli spareggi-promozione, questa volta per la Serie A, con Tarana titolare (39 presenze e 7 reti, record personale). Rimane al Mantova, segnalandosi per costanza di rendimento, sino al 2010 quando la società fallisce; svincolato, si trasferisce al neopromosso Portogruaro.
Il 16 agosto 2011 accetta il trasferimento, con contratto biennale, al FeralpiSalò, in Lega Pro. Con i bresciani ottiene la salvezza nella prima stagione, e l'ottavo posto nella seconda, al termine della quale viene lasciato libero dal club a causa dell'età avanzata; nell'estate 2013 si allena con l'Asola, squadra mantovana militante nel campionato di Eccellenza. Il 23 settembre 2013 raggiunge l'accordo con il Lentigione, formazione che disputa il campionato di Eccellenza.

## Statistiche

### Presenze e reti nei club
| Stagione           | Squadra            | Campionato         | Campionato | Campionato | Coppe nazionali | Coppe nazionali | Coppe nazionali | Coppe continentali | Coppe continentali | Coppe continentali | Altre coppe | Altre coppe | Altre coppe | Totale | Totale |
| Stagione           | Squadra            | Comp               | Pres       | Reti       | Comp            | Pres            | Reti            | Comp               | Pres               | Reti               | Comp        | Pres        | Reti        | Pres   | Reti   |
| ------------------ | ------------------ | ------------------ | ---------- | ---------- | --------------- | --------------- | --------------- | ------------------ | ------------------ | ------------------ | ----------- | ----------- | ----------- | ------ | ------ |
| 1998-1999          | Parma              | A                  | -          | -          | CI              | -               | -               | CU                 | -                  | -                  | -           | -           | -           | -      | -      |
| 1999-2000          | Arezzo             | C1                 | 32         | 4          | CI-C            | 0               | 0               | -                  | -                  | -                  | -           | -           | -           | 32     | 4      |
| 2000-gen. 2001     | Ternana            | B                  | 7          | 0          | CI              | 3               | 0               | -                  | -                  | -                  | -           | -           | -           | 10     | 0      |
| gen.-giu. 2001     | Perugia            | A                  | 3          | 0          | CI              | 0               | 0               | -                  | -                  | -                  | -           | -           | -           | 3      | 0      |
| 2001-2002          | Modena             | B                  | 17         | 1          | CI              | 3               | 0               | -                  | -                  | -                  | -           | -           | -           | 20     | 1      |
| 2002-2003          | Ancona             | B                  | 33         | 2          | CI              | 5               | 2               | -                  | -                  | -                  | -           | -           | -           | 38     | 4      |
| 2003-2004          | Piacenza           | B                  | 37         | 4          | CI              | 1               | 1               | -                  | -                  | -                  | -           | -           | -           | 38     | 5      |
| 2004-gen. 2005     | Piacenza           | B                  | 15         | 1          | CI              | 3               | 0               | -                  | -                  | -                  | -           | -           | -           | 18     | 1      |
| Totale Piacenza    | Totale Piacenza    | Totale Piacenza    | 52         | 5          |                 | 4               | 1               |                    | -                  | -                  |             | -           | -           | 56     | 6      |
| gen.-giu. 2005     | Mantova            | C1                 | 14+4       | 2+1        | CI-C            | 0               | 0               | -                  | -                  | -                  | -           | -           | -           | 18     | 3      |
| 2005-2006          | Mantova            | B                  | 39+3       | 7          | CI              | 1               | 0               | -                  | -                  | -                  | -           | -           | -           | 43     | 7      |
| 2006-2007          | Mantova            | B                  | 41         | 3          | CI              | 2               | 0               | -                  | -                  | -                  | -           | -           | -           | 43     | 3      |
| 2007-2008          | Mantova            | B                  | 39         | 2          | CI              | 1               | 0               | -                  | -                  | -                  | -           | -           | -           | 40     | 2      |
| 2008-2009          | Mantova            | B                  | 23         | 2          | CI              | 2               | 0               | -                  | -                  | -                  | -           | -           | -           | 25     | 2      |
| 2009-2010          | Mantova            | B                  | 35         | 2          | CI              | 2               | 1               | -                  | -                  | -                  | -           | -           | -           | 37     | 3      |
| Totale Mantova     | Totale Mantova     | Totale Mantova     | 191+7      | 18+1       |                 | 8               | 1               |                    | -                  | -                  |             | -           | -           | 206    | 20     |
| 2010-2011          | Portogruaro        | B                  | 38         | 3          | CI              | 0               | 0               | -                  | -                  | -                  | -           | -           | -           | 38     | 3      |
| 2011-2012          | Feralpisalò        | 1D                 | 33         | 10         | CI+CI-LP        | 0+0             | 0               | -                  | -                  | -                  | -           | -           | -           | 33     | 10     |
| 2012-2013          | Feralpisalò        | 1D                 | 27         | 4          | CI-LP           | 0               | 0               | -                  | -                  | -                  | -           | -           | -           | 27     | 4      |
| Totale Feralpisalò | Totale Feralpisalò | Totale Feralpisalò | 60         | 14         |                 | 0               | 0               |                    | -                  | -                  |             | -           | -           | 60     | 14     |
| 2013-2014          | Lentigione         | E                  | 0          | 0          | -               | -               | -               | -                  | -                  | -                  | -           | -           | -           | 0      | 0      |
| 2014-2015          | Lentigione         | E                  | 10         | 0          | -               | -               | -               | -                  | -                  | -                  | -           | -           | -           | 10     | 0      |
| 2015-2016          | Lentigione         | D                  | 23         | 2          | CI-D            | 0               | 0               | -                  | -                  | -                  | -           | -           | -           | 23     | 2      |
| Totale Lentigione  | Totale Lentigione  | Totale Lentigione  | 33         | 2          |                 | 0               | 0               |                    | -                  | -                  |             | -           | -           | 33     | 2      |
| Totale carriera    | Totale carriera    | Totale carriera    | 466+7      | 50         |                 | 23              | 4               |                    | -                  | -                  |             | -           | -           | 496    | 54     |